# Markaz
Markaz is een plaats (község) en gemeente in het Hongaarse comitaat Heves. Markaz telt 1893 inwoners (2002).